# فيلانوفا تروشيدو
فيلانوفا تروشيدو، (بالإنجليزية: Villanova Truschedu)‏، (سردينيا: Bidda Noa Truschedu)، هي بلدية في مقاطعة أوريستانو، في إقليم سردينيا الإيطالي، وتقع على بعد حوالي 90 كم (56 ميل) شمال غرب كالياري، وحوالي 15 كم (9 ميل) شمال شرق أوريستانو. اعتبارا من 31 ديسمبر 2004، كان عدد سكانها 335 وتبلغ مساحتها 16.5 كيلومتر مربع (6.4 ميل مربع). 

## السكان
في سنة 1861 بلغ عدد السكان 388 نسمة، وتطور العدد ليصل في سنة 2011 لـ 323 نسمة.
يظهر هذا المخطط البياني تطور النمو السكاني لـ فيلانوفا تروشيدو